# Махмудова, Фатма Ягуб кызы
Фатма Ягуб кызы Махмудова (азерб. Fatma Yaqub qızı Mahmudova, род. 30 декабря 1954, город Агдам) — советская и азербайджанская актриса, театральный деятель, народная артистка Азербайджанской Республики (2000).

## Биография
Родилась Фатма Ягуб кызы Махмудова 30 декабря 1954 года в городе Агдам Агдамского района Азербайджанской ССР.
Поступила на обучение в Азербайджанский государственный университет культуры и искусств и успешно окончила его. С 1968 года стала работать актрисой в Агдамском государственном драматическом театре. Одна из ведущих актрис театра. Во время своей театральной деятельности в этом учреждении Махмудова успела воссоздать множество запоминающихся своеобразных образов: Сона ханум в «Разорённом очаге», Марьям в «Фархаде и Ширине», Сара в «Бледных цветах», Хаджар в «Беженце Наби», мать в «Судьбе» и т. д. Эти роли сделали актрису любимицей местных зрителей. В 1987 году актриса снялась в художественном фильме «Петушок Пирвердина» в роли Халимы.
В 1989 году ей было присвоено почётное звание Заслуженный артист Азербайджанской ССР.
В связи с оккупацией Агдамского района, Махмудова была вынуждена покинуть родные края и перебраться в качестве вынужденного переселенца на постоянное место жительство в столицу город Баку. С 1994 года Махмудова связала свою судьбу с Азербайджанским государственным театром музыкальной комедии, стала актрисой этого театра. Она играла в большинстве спектаклей репертуара театра. Исполнила роли: Багдагюль в спектакле «Десять тысяч долларов», Хурмы в «Звезде Гаранина», Агучу Гюльбике в «Банкире Адахлы», Адили Дуду в «Однодневной сиге», Ат Балаханым в «Человеке Адама», Асмар в «Масма все ещё моя», Марьям в «Юбилее Дьявола» и другие. Она мастерски справлялась с новыми типажами и ролями. Продолжает сниматься в художественных и телевизионных фильмах. В 1998 году актриса выступала с гастролями в приграничной зоне боевых действий армяно-азербайджанского конфликта.
В 2000 году Махмудова была удостоена почётного звания Народной артистки Азербайджанской Республики. Является персональным пенсионером Азербайджана.
Мать двух дочерей. Младшая дочь Нигяр профессионально занимается музыкой.

## Награды и премии
- Народный артист Азербайджанской Республики — 2000,
- Заслуженный артист Азербайджанской ССР — 1989.

## Фильмография
- Халима в фильме Петушок Пирверди,
- Роль в фильме Национальная бомба,
- Сара в фильме Зеркало.